# Erich Zitscher
Erich Zitscher (* 17. Januar 1880 in Saargemünd; † nach 1950) war ein deutscher Jurist und Politiker (DDP, LDP). Er war Abgeordneter des Landtags Sachsen-Anhalt.

## Leben
Erich Zitscher studierte in Freiburg, Berlin und Göttingen Rechts- und Staatswissenschaften. Danach war er Gerichtsassessor im preußischen Justizdienst. 1910 bis 1913 arbeitete er im Reichsamt des Inneren als Hilfsarbeiter und wurde danach Amtsrichter am Amtsgericht Forst (Lausitz). Am 15. Oktober 1920 schied er auf eigenen Wunsch aus dem Staatsdienst aus und wurde Rechtsanwalt und Notar in Forst (Lausitz).
Von 1919 bis 1933 war er Mitglied der Deutschen Demokratischen Partei (DDP) bzw. der Deutschen Staatspartei (DStP). Er war stellvertretender Stadtverordnetenvorsteher in Forst.
Nach dem Zweiten Weltkrieg arbeitete er als Amtsgerichtsrat in Tangerhütte und gehörte 1945 zu den Gründern der Ortsgruppe der Liberal-Demokratischen Partei. 
Bei der Landtagswahl in der Provinz Sachsen 1946 wurde er im Wahlbezirk I (Jerichow II, Salzwedel, Osterburg, Stendal, Gardelegen) in den Landtag Sachsen-Anhalt gewählt. Im Landtag war er Mitglied im Rechts- und Verfassungsausschuss und dem Ausschuss für Verkehr, Eisenbahn und Post. Am 31. März 1950 legte er aus gesundheitlichen Gründen das Mandat nieder.